# NGC 3445
NGC 3445 é uma galáxia espiral barrada (SBm) localizada na direcção da constelação de Ursa Major. Possui uma declinação de +56° 59' 24" e uma ascensão recta de 10 horas, 54 minutos e 35,8 segundos.
A galáxia NGC 3445 foi descoberta em 8 de Abril de 1793 por William Herschel.